# 谢朝华
谢朝华（1958年—），汉族，中华人民共和国政治人物、第十一届全国政协委员。
加入中国致公党，担任致公党中央委员、北京市委专职副主委。2008年，当选第十一届全国政协委员，代表中国致公党，分入第十一组。